# Вирус!
«Вирус!» — российская группа, получившая известность в 1999—2000 годах.

## История

### 1999—2000
Группа появилась в 1998 году в Зеленограде. Поначалу носила название «Акварель», затем переименовалась в «Вот так!». Благодаря Валере Хидиатуллину их демо-кассета попала к московским продюсерам Игорю Силиверстову и Леониду Величковскому, которые после её прослушивания встретились с участниками группы и предложили им сотрудничество. Название группы было изменено на «Вирус!».
Дебютная песня «Ты меня не ищи» появилась в эфире радиостанций в сентябре 1999 года и заняла высокие позиции во многих хит-парадах. Другими известными хитами стали песни «Ручки», «Всё пройдёт», «Попрошу тебя», «Счастье», «Полёт» и др.

### 2000—2003
После того, как группа приобрела большую популярность, в январе 2000 года продюсеры Силиверстов и Величковский для получения дополнительной прибыли создали внешне похожий второй состав: вокалистка Людмила Харт (Лаки-2), танцоры Вячеслав Казанов и Тимофей Кубарь. Этот состав проводил гастроли одновременно с настоящей группой, исполняя песни под фонограмму первого состава и снялся вместо участников первого состава в видеоклипах «Папа» в феврале и «Весна» в апреле 2000 года. По словам участников группы, они получали менее 10 % от гонораров за концерты и подвергались со стороны продюсеров угрозам и унижениям. В ноябре 2000 года снимается клип «Не верь» уже в «двойном» составе. В мае 2001 года состоялась премьера клипа «Попрошу тебя», в котором ребята сыграли роль студентов. В марте 2002 года был снят клип «Счастье».

### С 2003
С новым продюсером Иваном Смирновым «Вирус!» снял клип на песню «Полёт», режиссёр Ирина Миронова. После ухода от первых продюсеров группа «Вирус!» выпустила ещё 4 альбома: «Мой герой» (2005), «Live Of The Best» (2005), «The Best Dj Remix» (2009), «Полёт к звёздам» (2009).

## Дальнейшая судьба участников второго состава
- Людмила Харт — после ухода из группы пела в группе «Стрелки» в основном составе февраль — сентябрь 2006, и как участница вторых составов октябрь 2005 — февраль 2006, сентябрь 2006 — апрель 2007. Позже делала сольную карьеру с 2006 по 2009 год. В 2009 году, посвятив себя семье, она оставила шоу-бизнес. На данный момент работает ведущей праздников. В 2021 году возобновила сольную карьеру и регулярно выпускает как новые песни, так и старые в новой обработке.
- Тимофей Кубарь — работает арт-директором.
- О дальнейших судьбах Вячеслава Казанова и Владимира Кукушкина ничего не известно.

## Дискография

### Студийные альбомы
- Ты меня не ищи (05.12.1999)
- Дай мне (14.04.2000)
- Позови меня (02.11.2000)
- Чтобы солнце грело (03.12.2001)
- Вирус счастья (07.05.2002)
- Мой герой (10.04.2005)
- Навстречу мечте (12.07.2017)

### Неофициальные студийные альбомы второго состава
- Братишка (07.04.2004)
- Весёлые девчонки (01.06.2004)
- Бум-Бум-Бум! (14.02.2005)

### Сборники
- Best (2001)
- Нам 10 лет! (2009)
- Gold Hits (2017)

### Ремиксовые альбомы
- MeGaMiX (2001)
- The Best DJ Remix 2009 (2009)
- Зона 150 (EP Z150 Remix) (2019)
- Хардзона Sector 2 (Hardstyle E.P.) (2019)

### Концертные альбомы
- Live of the best (2005)

## Сторонние ремиксы
- Песня «Ручки» (из альбома «Ты меня не ищи») — ремейк песни «Boom, Boom, Boom, Boom!» группы Vengaboys
- Аранжировка песни «Нарисуй» (из альбома «Позови меня») взята из песни электронного проекта Михаэля Симона Major Problems «Out of sight»
- Семпл песни «Счастье» (remix) (из альбома «Счастье») взят из песни Barcode Brothers «Flute»
- Семпл песни «День рождения» (из альбома «Прогульщица») взят из трека Martillo Vago "Por qué no"
- Семпл песни «Не грусти» (из альбома «Прогульщица») взят из трека Klubhoppers «Buddy Joe»

## Состав

### Основной состав
| декабрь 1998 — н.в. | Ольга «Лаки» Козина | Андрей «Чип» Гудас | Юрий «Dj Doctor» Ступник |

### Вторые составы (танцоры)
| январь 2000 — июнь 2001       | Людмила Харт, Тимофей Кубарь, Вячеслав Казанов  |
| июнь 2001 — сентябрь 2001     | Людмила Харт, Тимофей Кубарь                    |
| сентябрь 2001 — сентябрь 2005 | Людмила Харт, Тимофей Кубарь, Владимир Кукушкин |

## Видеография
| Год           | Клип           | Состав                                                              | Примечания                                                     |
| ------------- | -------------- | ------------------------------------------------------------------- | -------------------------------------------------------------- |
| Сентябрь 1999 | Ты меня не ищи | О. Лаки, А. Гудас, Ю. Ступник                                       | Дебютный клип группы                                           |
| Декабрь 1999  | Всё пройдёт    | О. Лаки, А. Гудас, Ю. Ступник                                       | Второй клип группы                                             |
| Февраль 2000  | Папа           | Л. Шушаникова, Т. Кубарь, В. Казанов                                | Дебютный клип «второго» состава, также со спецэффектами        |
| Апрель 2000   | Весна          | Л. Шушаникова, Т. Кубарь, В. Казанов                                | Второй и последний клип, где везде фигурировал «второй» состав |
| Август 2000   | Ручки          | О. Лаки, А. Гудас, Ю. Ступник                                       | Клип смонтирован с гастролей в Лужниках                        |
| Ноябрь 2000   | Не верь        | О. Лаки, А. Гудас, Ю. Ступник, Л. Шушаникова, Т. Кубарь, В. Казанов | Первый клип, в котором продюсеры «смешали» оба состава         |
| Май 2001      | Попрошу тебя   | О. Лаки, А. Гудас, Ю. Ступник, Л. Шушаникова, Т. Кубарь             |                                                                |
| Март 2002     | Счастье        | О. Лаки, А. Гудас, Ю. Ступник, Л. Шушаникова, Т. Кубарь, В.Кукушкин | Последний клип данного состава                                 |
| Январь 2006   | Полёт          | О. Лаки, А. Гудас, Ю. Ступник                                       | Первый клип, снятый совместно с новым продюсером               |
| Май 2017      | Я бы хотела    | О. Лаки, А. Гудас, Ю. Ступник                                       |                                                                |
| Ноябрь 2019   | В стиле диско  | О. Лаки, А. Гудас, Ю. Ступник                                       |                                                                |
| Декабрь 2020  | Мой нулевой    | О. Лаки, А. Гудас, Ю. Ступник                                       | Клип, снятый с помощью 3D-анимации и компьютерной графики      |
| Июнь 2023     | Раз и навсегда | О. Лаки, А. Гудас, Ю. Ступник                                       |                                                                |